# 林茨附近基希施拉格
林茨附近基希施拉格是奥地利上奥地利州乌尔法尔城郊县的一个市镇。总面积17平方公里，总人口1963人，人口密度115.5人/平方公里（2005年）。